# Nová Buková
Nová Buková – gmina w Czechach, w powiecie Pelhřimov, w kraju Wysoczyna. 1 stycznia 2014 liczyła 95 mieszkańców.